# Báscones de Ojeda
Báscones de Ojeda – gmina w Hiszpanii, w prowincji Palencia, w Kastylii i León, o powierzchni 18,56 km². W 2011 roku gmina liczyła 165 mieszkańców.